# 盧楫
盧楫（1467年—？年），字濟川，顺天府昌平州密雲縣人，軍籍。

## 生平
治《詩經》，行二，由國子生中式弘治十一年（1498年）戊午科順天府鄉試第二十四名舉人，年四十二歲中式正德三年（1508年）戊辰科會試第一百二十一名，第三甲第五十五名進士。初授行人司行人，正德五年（1510年）夏四月充副使，册封代府泰顺王、河内王。九年六月授四川道御史，十五年六月官员考察，以不謹冠帶閑住。

## 家族
曾祖盧旺，知县。祖父盧鍾。父盧瀚。母余氏。慈侍下，兄栋、弟椶、桐、相、桓。